# Dan Grigore
Dan Grigore (n. 6 august 1943, București) este un muzician român, pianist și profesor de pian.

## Biografie
Se naște în București, în timpul celui de al doilea Război Mondial. Tatăl său, Nicolae Grigore, era un ofițer aviator de elită, instruit la Academia Militară din Bucuresti (șef de promoție) și apoi bursier timp de doi ani la Paris. Talentul muzical l-a moștenit însă de la mama sa, remarcabil înzestrată în acest sens. Sub influența ei, începe să cânte la pian de la vârsta de 3 ani și se va dedica unei cariere muzicale. Este căsătorit și are un copil.

### Studii
Începe să studieze pianul și teoria muzicală la vârsta de 6 ani, cu Eugenia Ionescu. Continua studiul  cu Florica Musicescu (arta pianistică) și academicianul Mihail Jora (armonie și compoziție), profesor al lui Dinu Lipatti și prieten apropiat al lui George Enescu. În perioada 1962-1964 studiază la Conservatorul Rimski-Korsakov din Sankt Petersburg, la clasa profesoarei Tatiana Kravcenko. Între 1965-1967 își continuă studiile la Universitatea Națională de Muzică din București, unde din 1966 studiază sub îndrumarea Cellei Delavrancea, cu care va colabora și cu care va stabili o prietenie artistică de lungă durată. Între 1969-1970, la recomandarea lui Mihail Jora, primește Bursa Herder și studiază la Academia de Muzica din Viena (clasa profesorului Richard Hauser).
Datorită refuzului său de a îl sprijini public pe Nicolae Ceaușescu, este marginalizat și statul român îi interzice să mai călătorească în străinătate, respingându-i bursele de studii obținute ulterior: bursa acordată de Nadia Boulanger la Conservatorul American de la  Fontainebleau (1968), bursa de doi ani la Universitatea Madison - Wisconsin - SUA (1969-1971) și bursa de un an la cursurile dirijorului Sergiu Celibidache  (1979). De asemenea i se interzice să mai susțină concerte în străinătate. În 1987 primește o invitație din partea guvernului american pentru o călătorie de o lună în  Statele Unite în cadrul programului International Visitor. Invitația este refuzată de Elena Ceaușescu personal.
Iata cum descrie situația lui Dan Grigore ambasadorul Canadei la București (1979-1983), Peter Roberts:
„Dan Grigore, marele pianist român, a suferit mult sub Ceaușescu. Am sugerat o paralela cu Sostakovici sub Stalin, dar gândindu-mă mai profund, cred ca soarta lui Dan Grigore a fost mai rea. Cel puțin Stalin se interesa de ceea ce făcea Sostakovici, chiar dacă încerca să-i ordone cum și ce să compună și îl amenința cu închisoarea sau moartea dacă nu se conforma. Lui Grigore, care a refuzat sistematic să dea orice semn de sprijin public pentru Ceaușescu, i s-a interzis sa călătorească și să concerteze în străinătate - pericol de moarte profesională pentru un pianist de statura lui - și a fost vânat și persecutat în țara lui, privat până și de un minim trai decent. Nu exista nici un privilegiu nomenclaturist pentru el.”—Peter Roberts

### Cariera artistică
Debutează la vârsta de 14 ani, într-un concert cameral Enescu, alături de soliști consacrați. Între 1961-1965, printr-o bursă acordată de Principesa Maria Cantacuzino-Enescu, capătă dreptul de a folosi pianul lui George Enescu. Este laureat al Concursului internațional George Enescu, la edițiile din 1961 și 1967. În 1968 este laureat al Concursului internațional de pian de la Montreal. Cella Delavrancea, printr-o serie de articole entuziaste, îl face cunoscut într-o perioadă în care era ignorat de criticii oficiali. Reputația sa este în continuă creștere și primește numeroase invitații, atât în Europa de Vest, cât și în Est. Marginalizat de regimul Ceaușescu, i se interzice să mai concerteze în străinătate. În 1979 devine Solist al Filarmonicii George Enescu din București, ca urmare a unor emisiuni ale postului de radio Europa Liberă, în care era blamată marginalizarea sa de către regim.
După căderea regimului Ceaușescu, are o bogată activitate concertistică, susținând concerte la Tokio, Kyoto, Osaka,  Anvers, Berlin, München, Budapesta, Birmingham, Cardiff, Paris, Roma, Ierusalim, Tel Aviv, Madrid, Barcelona, Copenhaga etc. În 1996 susține trei concerte împreuna cu Orchestra Filarmonică din München, sub bagheta dirijorului Sergiu Celibidache, la München. Acestea au fost ultimele concerte ale marelui dirijor, care l-a apreciat foarte mult, Dan Grigore fiind singurul pianist român cu care acesta a colaborat.

### Cariera didactică
Debutează în activitatea didactică în anul 1967, când primește o clasă de pian la Conservatorul de Muzică din București. Va activa la această catedră până în anul 1979, când este constrâns de autoritățile vremii să renunțe la clasa de pian. După Revoluția din 1989 și prăbușirea regimului comunist, își reia activitatea didactică la cererea studenților, în calitate de profesor de pian la Universitatea de Muzică din București. Între 1996 - 1999  este profesor la Universitatea de Muzică din Cluj. În anul 2000 devine șef al catedrei de pian de la Universitatea de Muzică din București. Este și Prorector de Onoare al Universității de Muzică București, din anul 2000. Ca profesor, susține masterclass-uri și conferențiază la Birmingham, Tokyo și Sorrento.

### Activitate în funcții publice
Imediat după Revoluția din 1989, în perioada ianuarie-mai 1990, este numit director al Filarmonicii George Enescu. În această calitate acționează pentru revenirea pe scena Ateneului a marilor artiști români din exil: Ileana Cotrubaș, Marina Krilovici, Silvia Marcovici, Radu Lupu, Radu Aldulescu. Îi propune maestrului Sergiu Celibidache să accepte direcția de onoare a Filarmonicii George Enescu, adresându-i prima invitație oficială de a reveni în țară - împreuna cu Filarmonica din München. 
De asemenea începe procesul de restaurare a Ateneului Român și redeschide ciclul de concerte de binefacere Dați un leu pentru Ateneu, în colaborare cu Televiziunea Română, pentru colectarea de fonduri necesare renovării Ateneului.
După alegerile din  mai 1990, demisionează de la direcția Filarmonicii și se implică în viața publică și în cea politică, alături de intelectualii și oamenii de cultură români care luptau pentru formarea și structurarea opoziției democratice din România. Între 1996-1997 este membru al Consiliului consultativ al Președintelui Televiziunii Române. Din iulie 2000 este membru în Consiliul Național al Audiovizualului, funcție din care demisionează în 8 Martie 2012, din cauza unui scandal legat de unele afirmații ale lui Crin Antonescu.

## Premii și distincții
- Dublu laureat al Concursului internațional "George Enescu", edițiile 1961 și 1967
- Laureat al Concursului internațional de pian de la Montreal, 1968
- Titlul de Cavaler al Ordinului Artelor și Literelor, acordat de Guvernul Francez în februarie 1999[5]
- Ordinul național „Serviciul Credincios” în grad de Mare Cruce (1 decembrie 2000) „pentru realizări artistice remarcabile și pentru promovarea culturii, de Ziua Națională a României”[6]
- Premiul Asociației Criticilor Muzicali
- Premiul Discului pentru CD-ul Recital Chopin live
- Doctor Honoris Causa al Universității de Arte George Enescu din Iași în 2005
- Decorat cu Ordinul Steaua României în grad de Mare Cruce acordat de Statul Român în 2007

## Afilieri
- Membru al Societății Europene de Cultură, din 1992

## Citate despre Dan Grigore
„Dan Grigore este un talent excepțional care nu suferă comparație cu tot ce trece drept mare talent în România. (Mihail Jora)”
„Talentul său pianistic este cu totul ieșit din comun, inteligența sa muzicală, gustul său și simțul sensibil al sonorităților îi deschid calea către o carieră artistică internatională de prim rang. (Richard Hauser)”
„Excepțional! Tu nu ești un al doilea Michelangeli. Tu ești primul Dan Grigore! Ești printre cei mai mari din lume! (Sergiu Celibidache)”